# Nespolo (Italia)
Nespolo (Nèspru in dialetto locale) è un comune italiano di 210 abitanti della provincia di Rieti nel Lazio.

## Geografia fisica

### Territorio
Il comune di Nespolo è situato nella parte meridionale della provincia di Rieti
nel Lazio, confinando con quella dell'Aquila in Abruzzo. Incluso nella regione storico-geografica della Sabina, è limitrofo ai territori comunali di Collalto Sabino e Carsoli (Marsica). Il suo territorio rientra nell'area protetta della riserva naturale Monte Navegna e Monte Cervia (Monti Carseolani).

### Clima
- Classificazione climatica: zona E, 2977 GR/G

## Origini del nome
Sull'origine del toponimo non ci sono certezze. Tuttavia l'ipotesi etimologica più accreditata lo farebbe risalire allo stesso nome latino delle piante del nespolo comune. Stando ad una supposizione deriverebbe invece dalla locuzione greca "Nea Poli".

## Storia

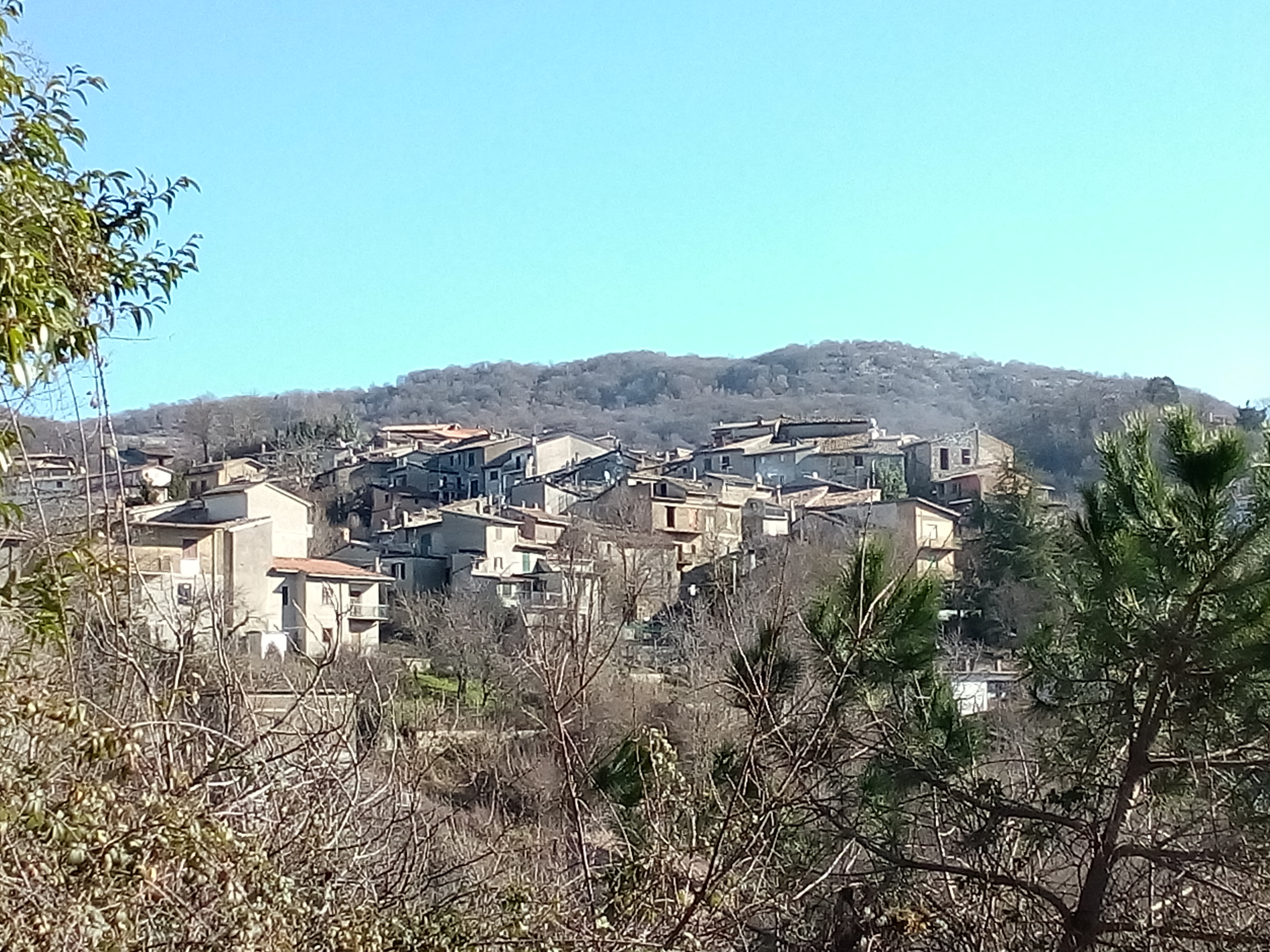
Spunto del borgo

Il borgo di Nespolo appare citato come "Aquam Nespoli" per la prima volta nel 1024 in un documento dell'abbazia di Farfa. Originariamente la zona era caratterizzata dalla presenza di diversi casali sparsi, come quelli di Serrone, Castello e San Bernardo, che presumibilmente nel corso dell'incastellamento medievale si riunirono per motivi logistici e difensivi formando il nucleo fortificato.
L'area di Nespolo fu sottoposta, tra il XII e il XIII secolo al controllo dei signori della baronia di Collalto, mentre, fino all'anno 1252, la chiesa di San Sebastiano martire risultò tra i possedimenti dell'abbazia farfense.
Successivamente la baronia fu sottoposta al controllo dei conti dei Marsi che la governarono fino ai primi anni del XVI secolo. Con l'avvicendamento dei Savelli il territorio passò sotto l'influenza politico-amministrativa dello Stato Pontificio.
Prima delle leggi eversive della feudalità gli ultimi signori del borgo furono i Barberini.
Nespolo Sabino fu incluso nel mandamento di Castelvecchio
del dipartimento del Clitunno, risultando sotto il governo comunale di Collalto e di Canemorto. In seguito all'Unità d'Italia riuscì ad ottenere l'autonomia amministrativa e venne incluso nel circondario di Rieti, nella provincia di Perugia (Umbria). Prima dell'istituzione della provincia di Rieti venne aggregato nel 1923 alla provincia di Roma. Fu riunito nel 1927 alla Sabina, nella regione Lazio.

## Monumenti e luoghi d'interesse

### Architetture religiose

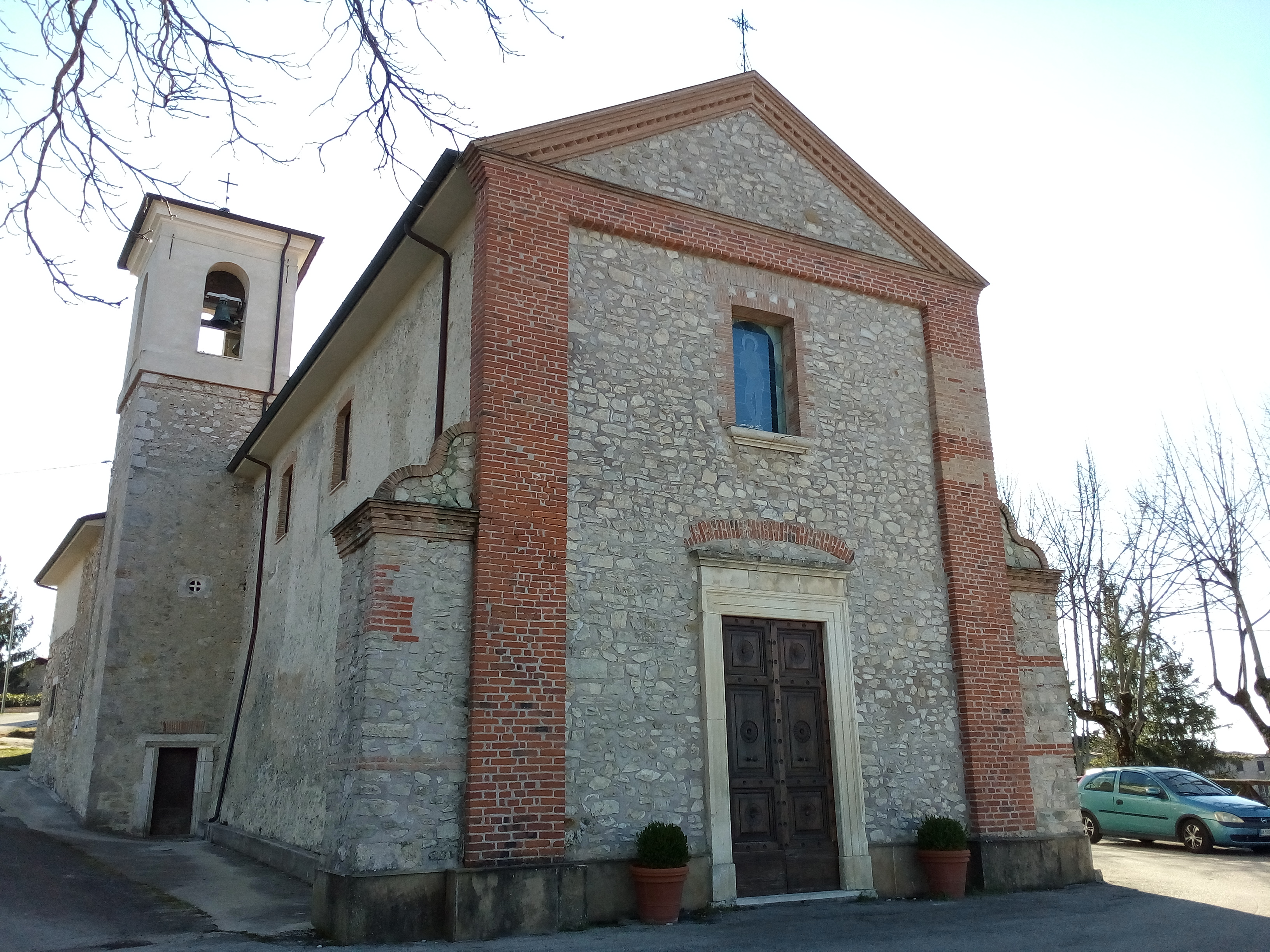
Chiesa di San Sebastiano martire

Chiesa di San Sebastiano martireEdificata tra il XIII e il XIV secolo fu restaurata nel 1521. Ebbe il ruolo storico e sociale di unificare i due colli che contraddistinguono il territorio nespolese. A cominciare dal 1915, successivamente al terremoto di Avezzano, furono effettuati dei lavori di adeguamento statico del tetto e del piano interno.
- Cappella di Sant'Antonio da Padova.
- Cappella di San Rocco.

### Aree naturali
- Riserva naturale Monte Navegna e Monte Cervia
- Cammino di San Pietro Eremita

## Società

### Evoluzione demografica
Abitanti censiti

## Infrastrutture e trasporti

### Strade
Nespolo è collegata ai centri limitrofi di Collalto Sabino, Ricetto, Poggio Cinolfo e Collegiove tramite la strada provinciale n. 29. La diramazione della provinciale n. 29b collega il borgo a Tufo di Carsoli e ai centri dell'alta valle del Salto.

## Amministrazione

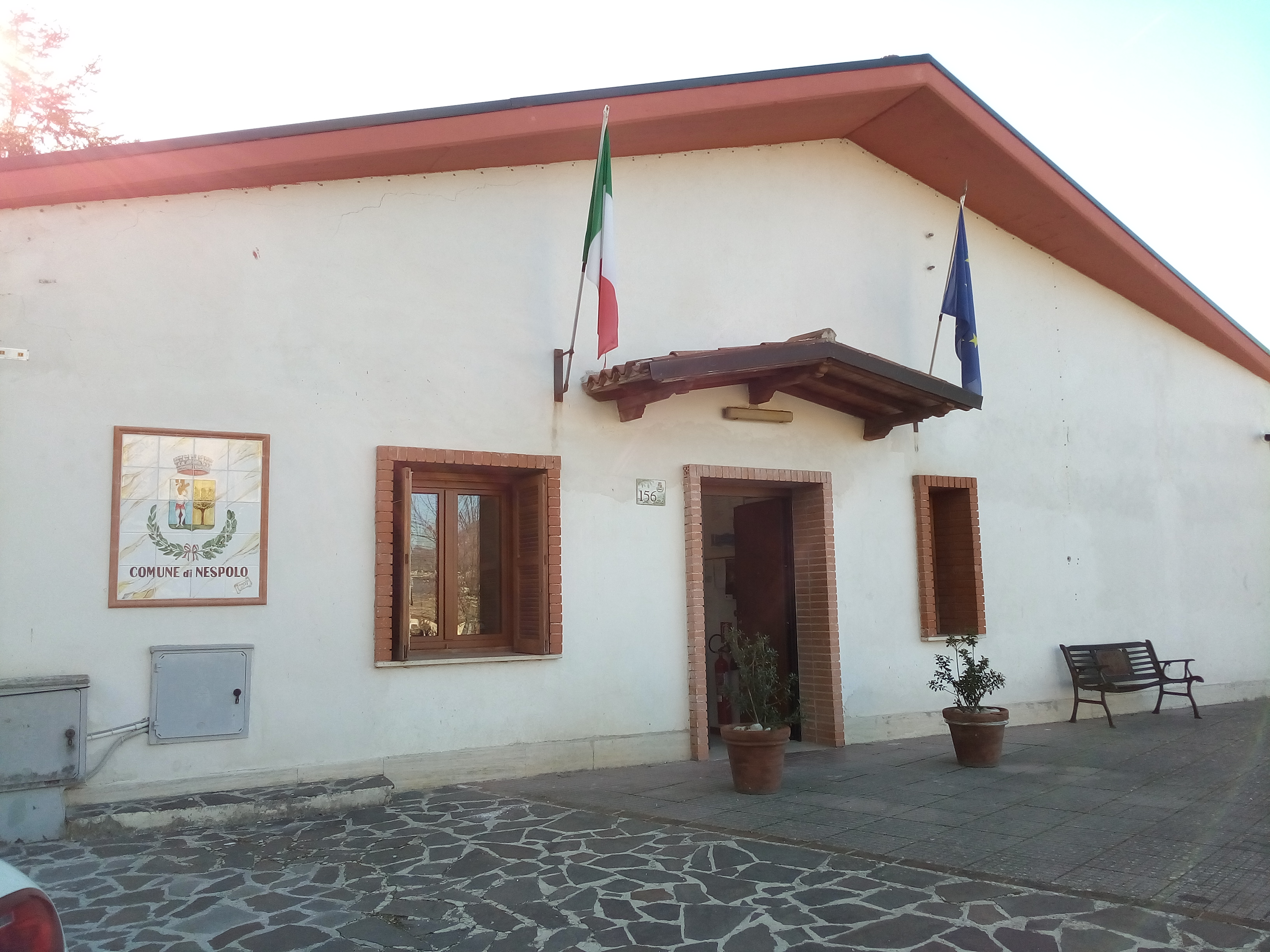
La sede comunale

Sul sito del Ministero dell'Interno sono disponibili i dati di tutte le elezioni amministrative di Nespolo dal 1985 ad oggi.
| Periodo | Periodo   | Primo Cittadino   | Partito                          | Carica  | Note       |
| ------- | --------- | ----------------- | -------------------------------- | ------- | ---------- |
| 2007    | 2012      | Giuseppe Angelini | Lista civica                     | Sindaco |            |
| 2012    | 2017      | Luigino Cavallari | Lista civica Nuovo Progetto      | Sindaco |            |
| 2017    | 2022      | Luigino Cavallari | Lista civica Futuro e Tradizione | Sindaco | 2º mandato |
| 2022    | in carica | Luigino Cavallari | Lista civica Futuro e Tradizione | Sindaco | 3º mandato |

### Altre informazioni amministrative
Nel 1923 Nespolo passò dalla provincia di Perugia in Umbria, alla provincia di Roma nel Lazio. Nel 1927, in seguito al riordino delle circoscrizioni provinciali stabilito dal regio decreto N°1 del 2 gennaio, per volontà del governo fascista, quando venne istituita la provincia di Rieti, fu aggregato a quella sabina.
Il comune di Nespolo fa parte della comunità montana del Turano.